# صرب
الصرب هم مجموعة عرقية جنوب سلافية، يبلغ عددهم 9.0 إلى 19.5 مليون نسمة. أغلب الصرب يعيشون في صربيا والجبل الأسود، وتوجد كذلك مجموعة كبيرة من الصرب في كرواتيا والبوسنة والهرسك. كما تنتشر مجموعات أصغر من الصرب في جمهورية مقدونيا، وسلوفينيا، ورومانيا، وألبانيا، والمجر. وكثير من الصرب يعيشون في الشتات في ألمانيا، والنمسا، وسويسرا، والولايات المتحدة الأمريكية، وكندا، وأستراليا.
أكبر تجمع للصرب في يوغوسلافيا السابقة هو في بلغراد(أكثر من 1500000). وخارج يوغوسلافيا، يوجد في فيينا أكبر عدد من الصرب، يأتي بعدها مدينة شيكاغو وتورونتو وجنوب أونتاريو. يمثل الصرب 70% من سكان صربيا والجبل الأسود (6.6 مليون نسمة). 1.6 مليون آخرين يعيشون في دول البلقان. ومجموع الصرب في يوغوسلافيا السابقة هو 8.2 مليون نسمة. وفي الشتات يوجد 1 إلى 1.5 مليون صربي.
أغلب الصرب يتحدثون اللغة الصربية، وهي لغة جنوب سلافية، تشبه اللغة الكرواتية واللغة البوسنية إلى حد كبير.

## انظر أيضًا

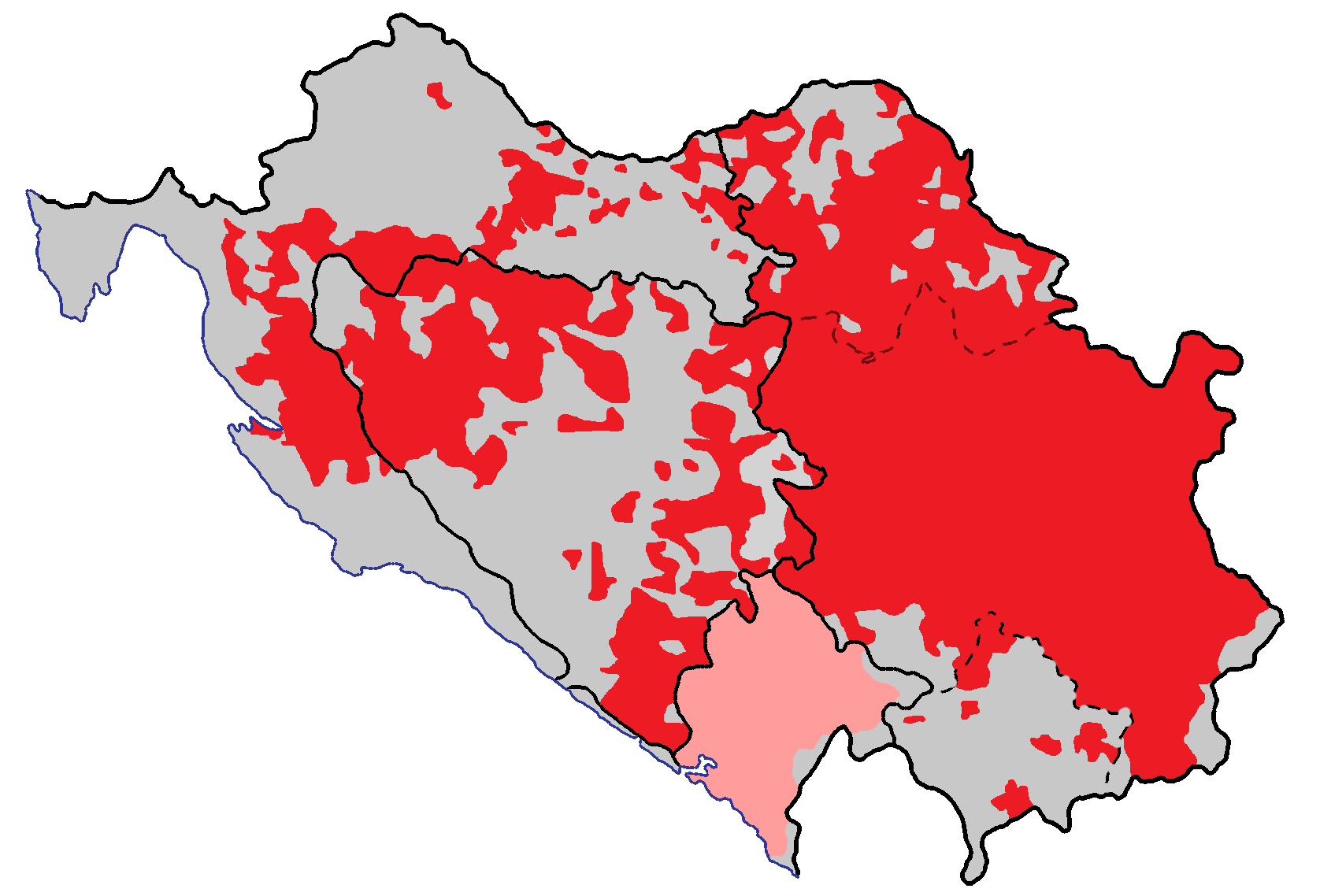
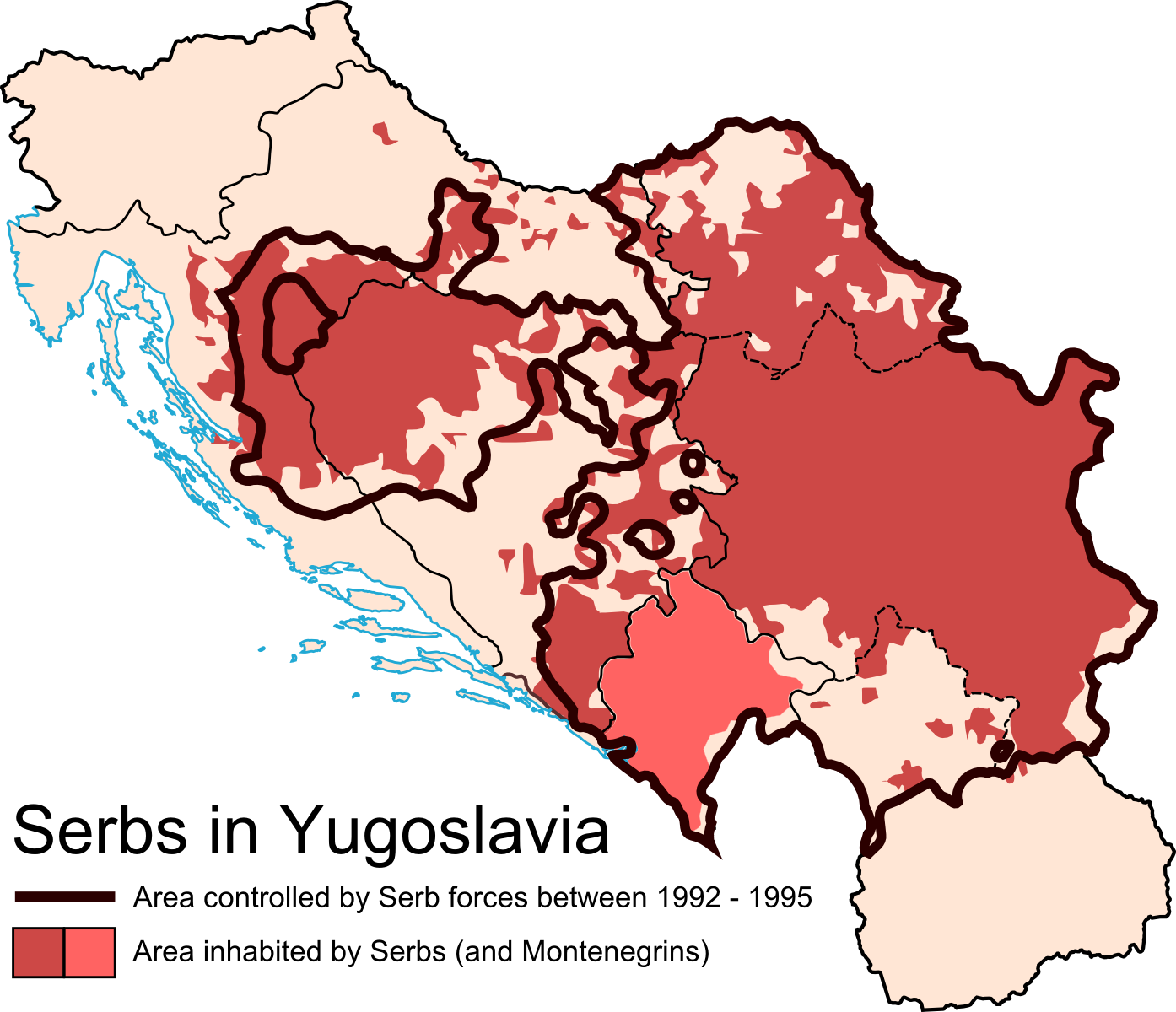
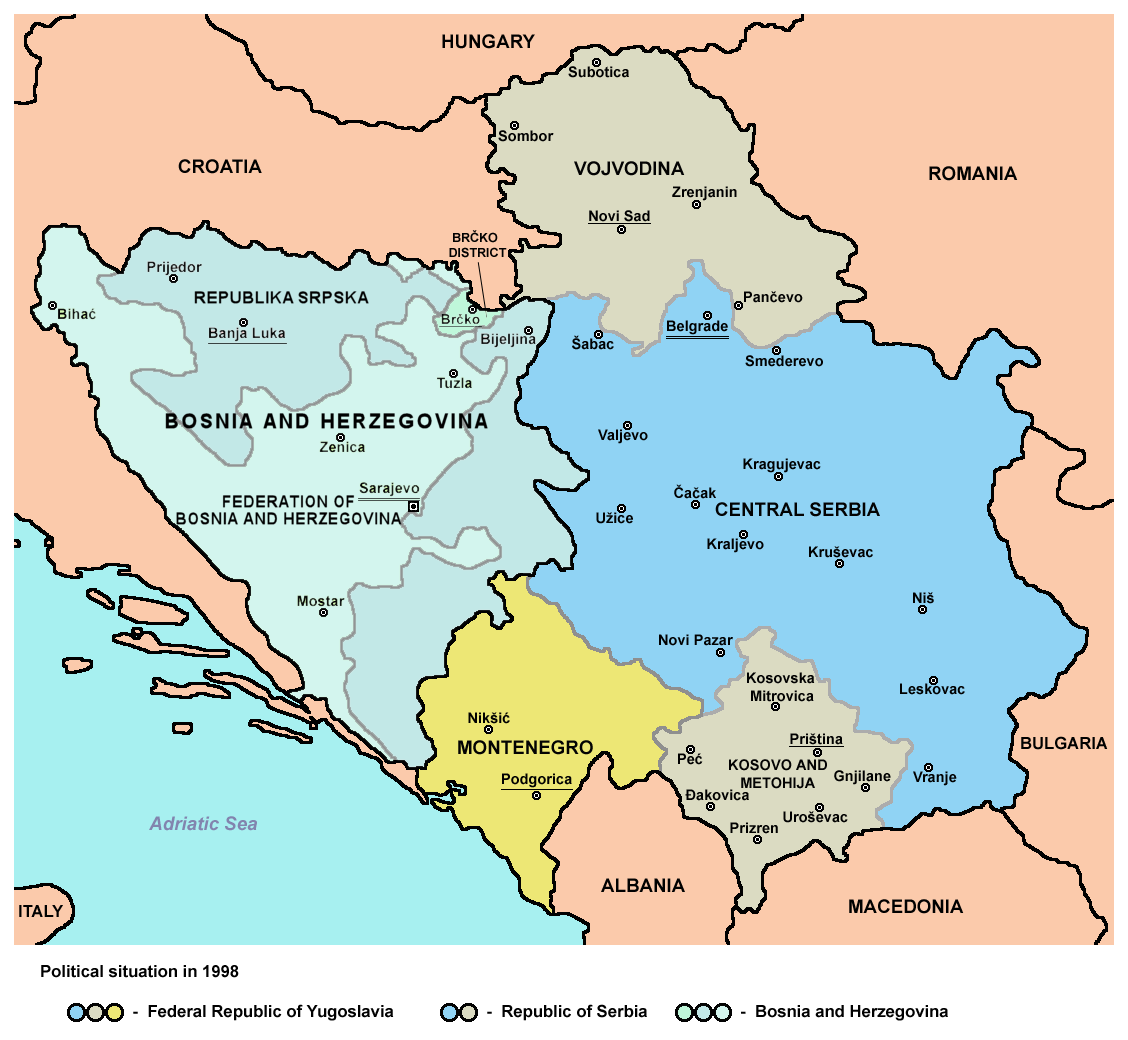
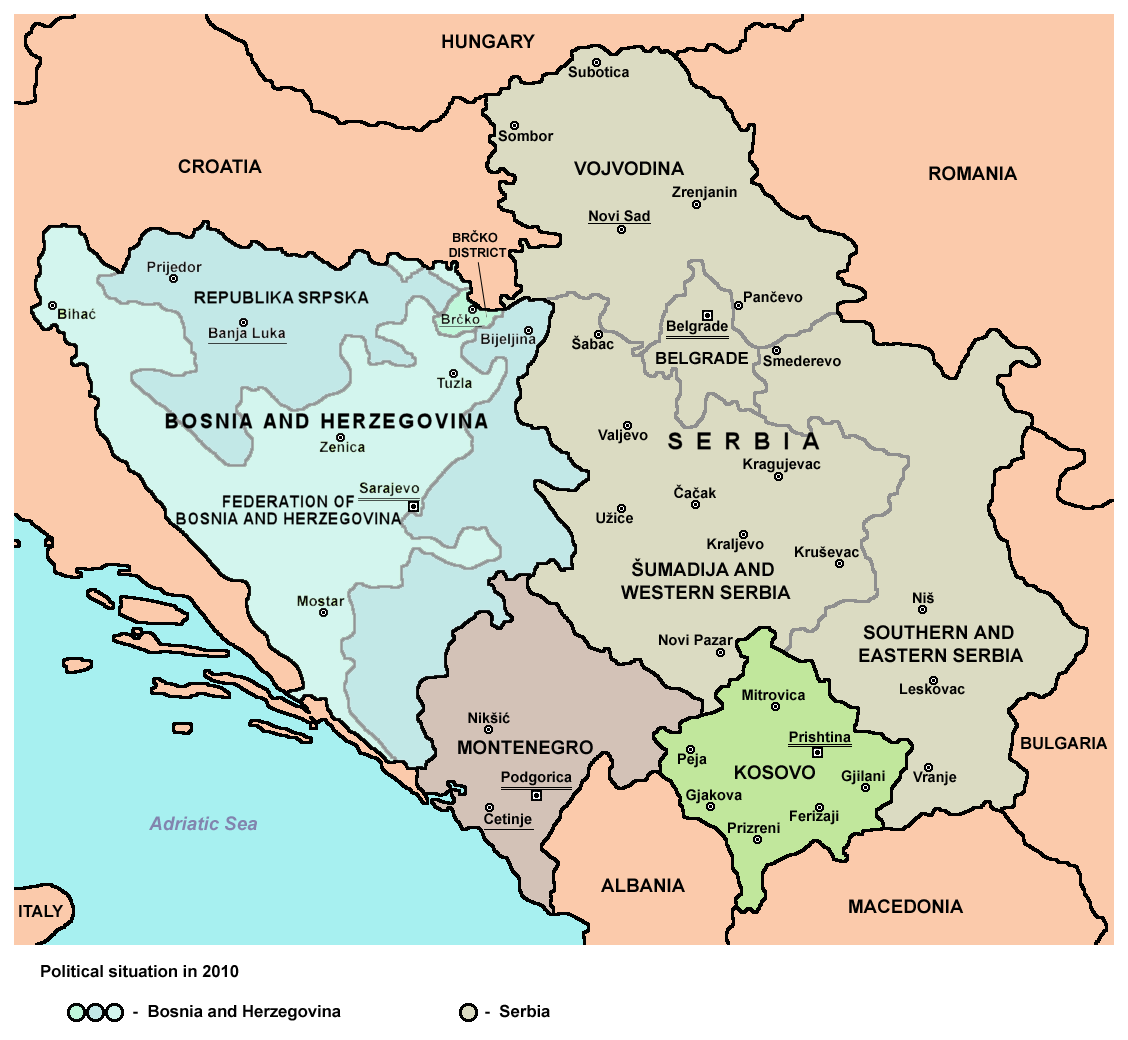

## ديموغرافيا
التوزيع الجغرافي للصرب في العالم:
- صربيا والجبل الأسود: 6,550,000
- البوسنة والهرسك: 1,479,930
- كرواتيا: 202,365
- سلوفينيا: 38,964
- جمهورية مقدونيا: 35,939
- ألبانيا: 40,000
- رومانيا: 22,518
- المجر: 3,816
- ألمانيا:
  - أقل إحصائية: 125,000 إلى 250,000
  - أعلى إحصائية: 700,000
- النمسا: 177,320
- سويسرا: 45,303
- الولايات المتحدة الأمريكية: 174,562
- كندا: 55,540
- أستراليا: 97,315
- نيوزلندة: 753
- المملكة المتحدة: 70,000
- السويد: 35,000
- الدانمارك: 12,000
- النروج: 6,000
- فرنسا: 60,000 إلى 80,000
- إيطاليا: 25,000
- هولندا: 6,000
- لوكسمبورغ: 4,000
- جنوب أفريقيا: 7,000
- بوتسوانا: 1,000
- زيمبابوي: 800
- اليونان: 5,500
- روسيا: 4,156
- البرازيل: 2,000
- تشيلي: 2,000
- التشيك: 1,801
- سلوفاكيا: 434